# ای‌آی‌ال استورم
ای‌آی‌ال استورم (AIL Storm) خودرویی است که از سال ۱۹۹۰–کنون در ناصره و اسرائیل تولید شده‌است.
این خودرو در کلاس مینی اس‌یووی قرار گرفته، طراحی آن خودروهای موتور جلو-چهار چرخ متحرک بوده است.